# Закир Ахтынский
Закир Ахтынский (азерб. Zakir Axtılı) — азербайджанский поэт XVIII века лезгинского происхождения.

## Творчество
Закир Ахтынский создавал произведения в классическом стиле. Его стихотворение «Paralanmış cigər» («Разорванное сердце») начинается с раскрытия поэтом своих чувств. За самораскрытием следует описание влюбленной, сопровождающееся высокими сравнениями. В этом произведении Закир вдохновлялся творчеством Молла Панаха Вагифа. Произведения Закира отличает психологическое обрамление. Оно начинается и заканчивается раскрытием лирическим героем своего состояния. Это явление также имеется в мухаммасе поэта «Gəlin» («Невеста»).